# 1879 w literaturze
Wydarzenia literackie w 1879 roku.

## Nowe książki
- zagraniczne
  - August Strindberg - Czerwony pokój (Röda Rummet) –
  - Jules Verne - Buntownicy z Bounty (Les révoltés de la Bounty) –

## Nowe poezje
- polskie
  - Norbert Bonczyk - Stary Kościół Miechowski

## Nowe dramaty
- zagraniczne
  - Henrik Ibsen - Dom lalki (Et dukkehjem)

## Urodzili się
- 1 stycznia – Edward Morgan Forster, angielski prozaik i krytyk literacki (zm. 1970)
- 15 stycznia – Mazo de la Roche, kanadyjska pisarka (zm. 1961)
- 22 stycznia – Francis Picabia, francuski malarz i poeta dadaistyczny (zm. 1953)
- 27 stycznia – Pawieł Bażow, rosyjski i radziecki pisarz (zm. 1950)
- 2 lutego – Frederick Philip Grove, kanadyjski pisarz niemieckiego pochodzenia (zm. 1948)
- 13 lutego – Sarojini Naidu, indyjska poetka i polityk (zm. 1949)
- 4 marca – Bernhard Kellermann, niemiecki pisarz (zm. 1951)
- 9 marca – Agnes Miegel, niemiecka poetka i dziennikarka (zm. 1964)
- 7 kwietnia – Ardengo Soffici, włoski pisarz, poeta i malarz (zm. 1964)
- 14 kwietnia – James Branch Cabell, amerykański pisarz (zm. 1958)
- 2 lipca – Zsigmond Móricz, węgierski pisarz (zm. 1942)
- 27 lipca – Stanisław Ligoń, polski pisarz, ilustrator i działacz kulturalny (zm. 1954)
- 28 lipca – Gabriel Miró, hiszpański pisarz (zm. 1930)
- 30 września – Johan Falkberget, norweski pisarz i polityk (zm. 1967)
- 2 października – Wallace Stevens, amerykański poeta i eseista (zm. 1955)
- 14 października – Miles Franklin, australijska pisarka i feministka (zm. 1954)
- 10 listopada – Patrick Pearse, irlandzki poeta i polityk (zm. 1916)
- 24 grudnia – Émile Nelligan, kanadyjski poeta francuskojęzyczny związany z symbolizmem (zm. 1941)
- Izrael Elijahu Handelzalc, tłumacz na hebrajski, literat i wydawca (zm. 1942)